# 千代田湖
千代田湖（ちよだこ）は、山梨県甲府市の北西部にある湖。面積約0.25平方キロメートルの農業灌漑用人造湖で、湖面標高は550メートル。正式名称は丸山貯水池。
ヘラブナ釣りのメッカ(聖地)として知られている。

## 概要

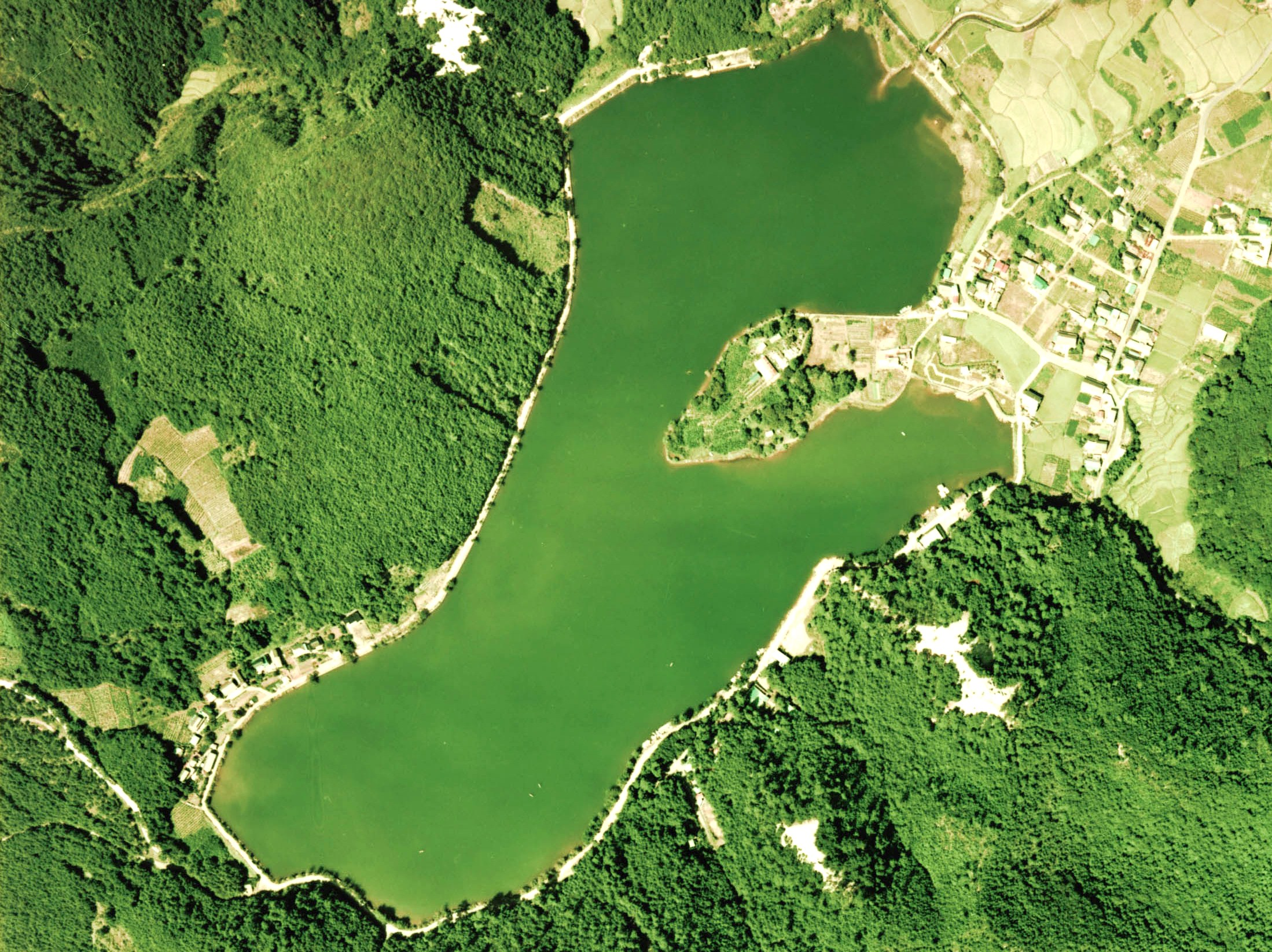
千代田湖の空中写真（1975年撮影）

現在の千代田湖がある地点は、もともと荒川の支流、帯那（おびな）川沿いの水田が広がる谷間であったが、1937年（昭和12年）に県営農業利水（灌漑）改良事業として帯那川を堰き止め建設された。下流域の甲府盆地に広がる水田約1,600ヘクタールを潤している。湖畔沿いに一周2.5kmの舗装道路が整備されている。

## 観光
甲府市街と昇仙峡の中間に位置することから、交通の便も良く、ボート遊び、釣りなど市民の憩いの場となっており、特にヘラブナ釣り愛好家にはよく知られた湖である。道路も整備されており千代田湖周辺は海抜の高い位置にあるものの平地である。
付近には県立森林公園（武田の杜・健康の森）など森林浴が楽しめる遊歩道も整備されており、秩父多摩甲斐国立公園の最南部に位置している。また湖畔に近い和田峠は甲府の夜景を眺める展望スポットである。